# Puccinia grindeliae
Puccinia grindeliae ist eine Ständerpilzart aus der Ordnung der Rostpilze (Pucciniales). Der Pilz ist ein Endoparasit zahlreicher Korbblütlergattungen. Symptome des Befalls durch die Art sind Rostflecken und Pusteln auf den Blattoberflächen der Wirtspflanzen. Sie ist in Nordamerika verbreitet.

## Merkmale

### Makroskopische Merkmale
Puccinia grindeliae ist mit bloßem Auge nur anhand der auf der Oberfläche des Wirtes hervortretenden Sporenlager zu erkennen. Sie wachsen in Nestern, die als gelbliche bis braune Flecken und Pusteln auf den Blattoberflächen erscheinen.

### Mikroskopische Merkmale
Das Myzel von Puccinia grindeliae wächst wie bei allen Puccinia-Arten interzellulär und bildet Saugfäden, die in das Speichergewebe des Wirtes wachsen. Ihre Aecien besitzen 24–36 × 20–26 µm große, Aeciosporen mit warziger Oberfläche. Uredien sind nicht vorhanden. Die beidseitig und an Stängeln wachsenden Telien der Art sind schwarzbraun, kompakt und unbedeckt. Die gold- bis kastanienbraunen Teliosporen sind ein- bis vierzellig, in der Regel lang eiförmig bis langellipsoid und 40–58 × 20–26 µm groß. Ihre Stiele sind farblos und bis zu 200 µm lang.

## Verbreitung
Das bekannte Verbreitungsgebiet von Puccinia grindeliae reicht von Guatemala bis nach Zentralmexiko.

## Ökologie
Die Wirtspflanzen von Puccinia grindeliae sind viele verschiedene Korbblütlerarten. Der Pilz ernährt sich von den im Speichergewebe der Pflanzen vorhandenen Nährstoffen, seine Sporenlager brechen später durch die Blattoberfläche und setzen Sporen frei. Die Art durchläuft einen Entwicklungszyklus mit Spermogonien, Aecien und Telien, vollzieht aber keinen Wirtswechsel.